# Leryx Longsoft
Leryx Longsoft (w późniejszym okresie znana jako Longsoft Multimedia) – polska firma zajmująca się produkcją gier komputerowych założona w 1993 roku przez polskiego przedsiębiorcę i programistę – Jarosława Modrzejewskiego. Ostatnią grą stworzoną przez studio jest gra Golem z 2003 roku, od tego czasu firma zawiesiła działalność w branży gier komputerowych.

## Historia
W 1993 roku, 27-letni wówczas Jarosław Modrzejewski interesujący się programowaniem, postanowił otworzyć swój pierwszy związany z grami biznes, swoją firmę nazwał Leryx Longsoft. W 1996 roku udało się stworzyć pierwszy wydany poza granicami tytuł – Lew Leon, wydawcą gry została firma CD Projekt. Jako pierwsza polska firma wystawiała swój produkt na targach ECTS w Londynie. Brak konkurencji na rynku i nieuregulowane polskie prawo licencyjne ułatwiło rozwój firmy, pierwsza gra sprzedała się w około 60 tysiącach egzemplarzy.
Polski producent zaczął produkcję kolejnych tytułów, wtedy to powstała strategiczna gra turowa Clash, która zebrała pozytywne recenzje, wówczas też pojawiły się informacje, mówiące o tym, że firma pracuje nad kolejną grą, tym razem z gatunku RTS. Zanim jednak owa gra ukazała się na rynku, Leryx Longsoft (wtedy już pod nazwą Longsoft Games/Longsoft Multimedia) wydał kilka kolejnych tytułów familijnych z Lwem Leonem i Duszkiem Ciapciem jako głównymi bohaterami.
Studio planowało nowe projekty:
- Skrzaty – platformówka, w której tytułowy bohater walczył z przeciwnikami za pomocą gitary rozbudowywanej o nowe struny, wzmacniacze, czy kolumny. Gry nie ukończono.
- Tajemnice starego liceum – przygodówka umiejscowiona po epidemii wampiryzmu w mieście Sztynol. w której miejsce nauczycieli w szkole zajmuje np. mumia czy wampir. Trzech bohaterów miało w grze opanować sytuację tytułowej szkoły. Gra parodiowała szereg filmów (Shlafrock Holmes, nawiązania do Gwiezdnych Wojen, Rambo, czy RoboCop, zapowiadając nieliniową rozgrywkę. W ramach projektu zrealizowano intro i projekty lokacji.
- Micro Conflict – gra zręcznościowa łącząca sterowanie statkiem powietrznym z miniaturyzacją. Miejscem akcji gry miał być dom naukowca, który wynalazł metod 1000-krotnego zmniejszania obiektów i sam musi stawić czoła innym jednostkom.
- wirtualne wersje polskich baśni,
- oparta na silniku Clasha strategia w sceneriach morskich i indiańskich.

W 2003 roku Longsoft Games wyprodukował grę Golem, była to pojawiająca się we wcześniejszych pogłoskach strategiczna gra czasu rzeczywistego. Golem był ostatnim tytułem wydanym przez Leryx Longsoft, a jej twórca założył nową firmę – Plata Games.